# 天主教加拉帕戈斯宗座代牧區
天主教加拉帕戈斯宗座代牧區（拉丁語：Vicariatus Apostolicus Galapagensis）是厄瓜多爾一個羅馬天主教宗座代牧區，直屬教廷。
1950年5月5日設宗座監牧區，2008年7月15日升為代牧區。
代牧區位於太平洋上的加拉帕戈斯群島，教座位於聖克魯斯省的聖克里斯托巴爾島。2010年有教友17,000人（佔轄區總人口75.6%）、九個堂區、十五名司鐸。現任宗座代牧為奥莱奥·帕特里奇奥·波尼拉·波尼拉。